# Milorad Mitrović
Milorad Mitrović (ur. 1867, zm. 1907) – serbski poeta. Urodził się w Belgradzie. Z wykształcenia był prawnikiem. Pracował jako adwokat, a potem sędzia. Jako poeta pozostawał pod wpływem Vojislav Ilicia. Wydał między innymi tomiki Knjiga ljubavi (Księga miłości, 1899) i Prigodne pesme (Pieśni okazjonalne, 1903). Rozpoczął pracę nad eposem Penelope, opowiadającym o serbskim powstaniu z 1806. Był zafascynowany dawną epiką i twórczością trubadurów. Jego wiersze mają często charakter pieśni albo ballad. Do jego najbardziej znanych utworów należy wiersz Bila jednom ruza jedna, opowiadający o młodej dziewczynie, która wychodzi za mąż za podłego człowieka, który zamierza ją zdradzić.